# برانت ۳۵۰۳
سیارک ۳۵۰۳ (به انگلیسی: 3503 Brandt، نامگذاری:1981EF17) سه هزار و پانصد و سومین سیارک کشف شده‌است که در ۱ مارس ۱۹۸۱ کشف شد.
قدر مطلق سیارک برابر ۱۳٫۷۰ است.